# Ханкучин
Ханкучини (или Хани) су атабаскански народ, домороци су Северне Америке. Њихова традиционална територија налази се у централном делу источне Аљаске и централном делу западног Јукона, око горњег тока реке Јукон и њених притока. Име Ханкучина потиче из гвичинског (или кучинског) језика и значи „народ реке”. Ханкучински (или хански) језик припада централноаљаско-јуконској подгрупи северне групе атабасканских језика.
Данас већина Ханкучина живи у Досону у Јукону и Иг`л Вилиџу на Аљасци. Број регистрованих припадника „Ханкучин прве нације” у Канади је око 1.100.

## Подгрупе
Ханкучинске подгрупе:
- Нуклако племе (или Такон, Клондајк, Мусхајд, Исаково или Досонско племе) које је насељавало обале реке Јукон у Јукону. Већина их је данас насељена у граду Досону у Јукону.
- Иг`л Ханкучин племе (или Качикотин, Дејвидово, касније Џонијево племе) које је насељавало обале реке Јукон на територији Аљаске, главно село им је Иг`л Вилиџ
- Цитоклинотин племе (или Фетутлин, Чарлијево или Фортимајл племе) које је насељавало обале реке Фортимајл

## Језик
Ханкучински (или хански) језик је најсличнији гвичинском (или кучинском) језику. Мање је близак горњо тананском и северно тучонском језику. Ханкучински језик су јуконски домороци Гвичини (или Кучини), Северни и Јужни Тучони, Горње Танане и Тагиши користили као лингва франка крајем 19. века у време златне грознице у Јукону. Данас је ханкучински језик најугроженији домородачки језик на Аљасци, где је преостало сам неколико појединаца који говоре језиком и сви су старији од 60 година.

## Етнографија
Ханкучини су више зависили од рибе него од дивљачи. Највише су ловили лососа. Насељавали су се почетком пролећа око река где су припремали кануе, мреже и остало што им је било потребно за риболов. Током лета од јуна до септембра трајао је лов на лососе. Уловљене лососе су сушили и остављали за зиму. Зими су се делили на мање породичне групе које су се бавиле ловом на дивљач као што су лосови и карибуи.
Оружје које су Ханкучини користили у лову били су лук и неколико врста стрела, копља и харпуни, у лову су користили и мреже и разне замке. Као превозна средства су користили кануе од брезине коре, чамце од лосове коже и санке, а користили су и крпље за снег (као помоћ при кретању кроз снег).

## Историја
Ханкучини су међу последњима од северних атабасканских народа успоставили контакт са Европљанима. До првог контакта је дошло након што је 1847. основан Форт Јукон у близини ханкучинске територије. Ханкучини су долазили до Форт Јукона због трговине са белцима. Након куповине Аљаске 1869. (коју је од Русије купила Америка) затворен је Форт Јукон. Неколико година касније на територији Ханкучина су основане две трговинске постаје 1873. у близини данашњег града Иг`л на Аљасци и Форт Рилај`нс 1874.
Након успостављања трговине са белцима Ханкучини су се све више бавили замкарењем и трговином крзном, а све мање риболовом и ловом карибуа. Такође, се повећала њихова зависност од производа које су куповали од белаца. Уместо у традиционалним шаторима од коже, почели су да живе у колибама направљеним од дрвета које су градили у близини насеља белаца. Прихватали су хришћанство, а прва хришћанска мисија је основана у селу Фортимајл 1887.
Крајем 19. века након почетка Златне грознице у Клондајку, на њихову територију се населио велики број трагача за златом. Почетком 20. века већина трагача за златом је напустила њихову земљу, а они су поново постали изоловани, што је трајало до 1950-их и изградње путева на њиховој територији. До 1960-их већина Ханкучина се населила у јуконски град Досон, а мања група у Иг`л Вилиџ на Аљасци.